# Wanadongri
Wanadongri là một thị trấn thống kê (census town) của quận Nagpur thuộc bang Maharashtra, Ấn Độ.

## Nhân khẩu
Theo điều tra dân số năm 2001 của Ấn Độ, Wanadongri có dân số 17.150 người. Phái nam chiếm 54% tổng số dân và phái nữ chiếm 46%. Wanadongri có tỷ lệ 69% biết đọc biết viết, cao hơn tỷ lệ trung bình toàn quốc là 59,5%: tỷ lệ cho phái nam là 75%, và tỷ lệ cho phái nữ là 62%. Tại Wanadongri, 17% dân số nhỏ hơn 6 tuổi.